# Santa Virginia
Santa Virginia är en ort i Mexiko.   Den ligger i kommunen Pijijiapan och delstaten Chiapas, i den sydöstra delen av landet, 700 km sydost om huvudstaden Mexico City. Santa Virginia ligger 8 meter över havet och antalet invånare är 449.
Terrängen runt Santa Virginia är huvudsakligen platt, men norrut är den kuperad. Havet är nära Santa Virginia åt sydväst. Runt Santa Virginia är det ganska glesbefolkat, med 28 invånare per kvadratkilometer. Närmaste större samhälle är Pijijiapan, 19,2 km öster om Santa Virginia. Omgivningarna runt Santa Virginia är en mosaik av jordbruksmark och naturlig växtlighet.